# 7623 Стаміц
7623 Стаміц (7623 Stamitz) — астероїд головного поясу, відкритий 17 жовтня 1960 року.
Тіссеранів параметр щодо Юпітера — 3,185.